# 1348
سنة 1348 كانت سنة كبيسة تبدأ يوم الثلاثاء (الرابط يظهر نموذج التقويم الكامل للسنة) من التقويم اليولياني، وقد كانت سنة في القرن الرابع عشر.

## أحداث
- تأسيس مدينة تلاكسكالا [الإنجليزية] وتقع حاليا في المكسيك.
- تأسيس مدينة موسكا سوبوتا وتقع حاليا في سلوفينيا.

## مواليد
- أندرونيكوس الرابع باليولوج
- كيراتسا من بلغاريا

## وفيات
- المطهر بن محمد